# Inoue Yūichi
Inoue Yūichi (jap. 井上 有一; * 14. Februar 1916 in Tokio, Japan; † 15. Juni 1985 in Tokio) war ein japanischer Maler und Kalligraph.

## Leben
Inoue gehörte zu den bedeutendsten Vertretern der Modernen Kunst und avantgardistischen Kalligraphie Japans im 20. Jahrhundert. Die Vertreter dieser avantgardistischen und abstrakten Richtung lösten die Kalligraphie von ihrem literarisch-textlichen Wesen und entwarfen stattdessen die Zeichen als reine Form. Diese Kunst begegnete im 19. Jahrhundert der westlichen Kunst und verband sich nach dem Zweiten Weltkrieg mit dem westlichen Abstrakten Expressionismus mit dem entscheidenden Unterschied, dass Inoue immer sino-japanische Schriftzeichen darstellt: in der frühen Phase einzelne Zeichen, in der späten Phase Textseiten.
Er arbeitete von 1935 bis 1976 als Volksschullehrer. Von 1942 bis 1950 studierte Yūichi Inoue Kalligraphie bei Sokyu Ueda (1899–1986). Im Jahr 1951 hatte Yūichi eine erste Einzelausstellung seiner Kalligraphien in Tokio. 1952 gründete er mit befreundeten Künstlern die Bokujin-kai – Gesellschaft für Kalligraphie. Inoue war Teilnehmer der documenta 2 1959 in Kassel. Seine Werke wurden in zahlreichen Ausstellungen weltweit gezeigt.
Inoue starb 1985 an den Folgen einer Hepatitis.

## Ausstellungen
(Auswahl)
- 1954 Moderne Japanische Kalligraphie, Museum of Modern Art, New York
- 1955 Bokujin-kai-Gruppe, Galerie Colette Allendy, Paris/Galerie Apollo, Brüssel.
- 1955–56 Abstrakte Kunst – Japan und die USA, Nationalmuseum für moderne Kunst, Tokio / L’encre de chine dans la calligraphie et l’art japonais contemporains (Wanderausstellung für Amsterdam, Basel, Paris, Hamburg und Rom)
- 1957 4. Biennale von São Paulo
- 1958 50 ans d’art moderne, Palais des Beaux-Arts, Brüssel
- 1959 documenta 2, Kassel
- 1961 6. Biennale von São Paulo / Carnegie International, Pittsburgh / Yūichi Inoue Galerie Zwirner, Köln
- 1963 Schrift und Bild, Stedelijk Museum, Amsterdam / Kunsthalle Baden-Baden
- 1965 Inoue Yuichi Galerie Zwirner, Köln / Von der Heydt-Museum, Wuppertal
- 1969 Moderne Weltkunst, Nationalmuseum für moderne Kunst, Tokio
- 1984 Yu-ichi Wortbilder, UNAC Tokio
- 1986 YU-ICHI – Abschiedsgedanken, NEWZ, Tokio / YU-ICHI lebt, SEED Halle, Tokio
- 1987 YU-ICHI – Hundert Blumen, Parco Gallery, Tokio
- 1989 YU-ICHI – Arbeiten 1955–1985, Wanderausstellung durch sechs Museen in Japan
- 1992 Die Grossartigkeit der Armut, Azabu Museum, Tokio
- 1993 JAPAN ART, Frankfurt: YU-ICHI, Arbeiten auf Papier, Art Frankfurt
- 1994–1995 Screams against the Sky, Japanese Art after 1945, Modernism and Transition, Yokohama Museum of Art, Yokohama / Guggenheim Museum Soho, New York / Museum of Modern Art, San Francisco
- 1995 YU-ICHI, Kunsthalle Basel
- 1995–1996 YU-ICHI Ausstellungsprojekt: Serie des Schriftzeichens HIN Gallery of the Tianjin Renmin Meishu Chubanshe, Tianjin, China / Schirn Kunsthalle Frankfurt am Main / Galerie im Karmeliterkloster Frankfurt am Main / YU-ICHI Kantan-fu, Japan Art Galerie Friedrich Müller, Frankfurt am Main
- 1996–1997 YU-ICHI Arbeiten auf Papier, Japan Art – Galerie Friedrich Müller, Frankfurt am Main
- 2003  Unaussprechlich schön. Das mystische Paradoxon in der Kunst des 20. Jahrhunderts, Kunsthalle Erfurt
- 2012 Arbeiten auf Papier: Yu-Ichi, Japart Art Gallery Friedrich Müller, Frankfurt am Main.